# セリア (歌手)
セリア・ネルゴール（Silje Nergaard、1966年6月19日 - ）は、ノルウェーのジャズ歌手、ソングライター。日本においてはセリア名義でCDが販売されている。

## 来歴
1985年にノルウェー代表としてユーロビジョン・ソング・コンテストに出場。
デビュー・アルバムの『やさしい光につつまれて (Tell me where you're going)』をパット・メセニーがプロデュースしたことから、日本、ブラジル、ドイツ、アメリカ、イギリスなど世界中で成功した数少ないノルウェー出身の歌手である。それ以降、コンスタントにアルバムを出し続けている。
デビュー当時はポップ寄りの作品が多かったが、2000年発表の『ポート・オブ・コール』よりジャズ・ピアニストのトルド・グスタフセンを起用したりと、近年はもっぱらジャズに傾倒している。
親日家でもあり、1991年発表の『クワイエット・プレイス〜心のコラージュ』には「Kyoto Wind」という曲を、さらに2001年発表の『はじめてのときめき』には「Japanese Blue」という曲をそれぞれ収録している。

## ディスコグラフィ

### アルバム
- 『やさしい光につつまれて』 - Tell Me Where You're Going (1990年、Sonet)
- 『クワイエット・プレイス〜心のコラージュ』 - Silje (1991年、BMG)
- 『カウ・オン・ザ・ハイウェイ』 - Cow On the Highway (1993年、Sonet)
- 『ブレヴェット〜手紙 』 - Brevet (1995年、Kirkelig Kulturverksted)
- Hjemmefra (1996年、Kirkelig Kulturverksted)
- 『ポート・オブ・コール』 - Port of Call (2000年、EmArcy)
- 『はじめてのときめき』 - At First Light (2001年、EmArcy)
- 『夜のまなざし』 - Nightwatch (2003年、EmArcy)
- Live in Koln (2005年、EmArcy) ※DVD[2]
- 『ダークネス・アウト・オブ・ブルー』 - Darkness Out of Blue (2006年、EmArcy)
- A Thousand True Stories (2009年、Columbia)
- Jazz Divas of Scandinavia (2009年、Red Dot) ※with DRビッグバンド
- If I Could Wrap Up a Kiss (2010年、Sony)
- Unclouded (2012年、Columbia/Sony)
- Chain of Days (2015年、Okeh)
- For You a Thousand Times (2017年、Okeh)
- Hamar Railway Station (2020年)
- Japanese Blue (2020年) ※アコースティック・アルバム
- Houses (2021年)